# 藤原秀衡
藤原 秀衡（ふじわら の ひでひら）は、平安時代末期から鎌倉時代初期にかけての武将。奥州藤原氏第3代当主。鎮守府将軍、陸奥守。藤原基衡の嫡男。奥州藤原氏最盛期時の当主。

## 生涯

### 北方の王者
保元2年（1157年）、父・基衡の死去を受けて家督を相続する。奥六郡の主となり、出羽国・陸奥国の押領使となる。両国の一円に及ぶ軍事・警察の権限を司る官職であり、諸郡の郡司らを主体とする武士団17万騎を統率するものであった。
この頃、都では保元の乱・平治の乱の動乱を経て平家全盛期を迎えるが、秀衡は遠く奥州にあって独自の勢力を保っていた。この時代、奥州藤原氏が館をおいた平泉は平安京に次ぐ人口を誇り、仏教文化を成す大都市であった。秀衡の財力は奥州名産の馬と金によって支えられ、豊富な財力を以て度々中央政界への貢金、貢馬、寺社への寄進などを行って評価を高めた。また陸奥守として下向した院近臣・藤原基成の娘と婚姻し、中央政界とも繋がりを持った。
嘉応2年（1170年）5月25日、従五位下・鎮守府将軍に叙任される。右大臣・九条兼実は『玉葉』の中で、秀衡を「奥州の夷狄」と呼び、その就任を「乱世の基」と嘆いている。都の貴族達は奥州藤原氏の計り知れない財力を認識し、その武力が天下の形勢に関わることを恐れながらも、得体の知れない蛮族と蔑む傾向があった。この「奥州の夷狄」や「蝦夷」という蔑称を秀衡は意識していたと考えられており、源平の合戦の際に一つの勢力に加担しなかったのも、普段は蔑称を用いて蔑む傾向があるのに自分達に都合のいい時に奥州藤原氏を頼ろうとする姿勢に不満を抱いていたことも中立の立場を堅持した理由ともされる。

### 治承・寿永の乱
安元の頃に鞍馬山を逃亡した源氏の御曹司である源義経を匿って養育する。治承4年（1180年）、義経の兄・源頼朝が平氏打倒の兵を挙げると、義経は兄の元へ向かおうとする。秀衡は義経を強く引き止めたが、義経は密かに館を抜け出した。秀衡は惜しみながらも留めることをあきらめ、佐藤継信・忠信兄弟を義経に付けて奥州から送り出した。
養和元年（1181年）4月頃、秀衡に対して頼朝を追討する院宣が出されたと、京で噂となる。8月15日、秀衡は従五位上・陸奥守に叙任される。同時に越前守に平親房、越後守に平助職（城長茂）が任じられた。これらは平清盛亡き後に平家の棟梁となった平宗盛の推挙によるもので、前年に挙兵した鎌倉の頼朝や源義仲を牽制する目的であった。九条兼実はこの叙任も「天下の恥、何事か之に如かんや。悲しむべし、悲しむべし」と嘆き、また参議・吉田経房も「人以て磋嘆（さたん、なげくこと）す。故に記録すること能わず」と日記『吉記』に記している。秀衡は平家の「位うち（官位を与え荷担させる）」に乗ることはなく、治承・寿永の乱の内乱期に源義仲や平氏からの軍兵動員要請があっても決して動くことはなかった。一方で元暦元年（1184年）6月、平家によって焼き討ちにあった東大寺の再建に奉じる鍍金料金を、頼朝の千両に対して秀衡はその五倍の五千両を納め、京都の諸勢力との関係維持に努めている。平泉は京都と坂東の情勢を洞察した秀衡の外交的手腕によって、戦禍に巻き込まれることなく平和と独立を保ち続けた。
ただし、頼朝は常に秀衡を警戒し続けた。寿永元年（1182年）4月には、秀衡調伏のために江ノ島に弁財天を勧請している。また、同2年10月には秀衡と佐竹隆義の存在を理由に上洛の延期を伝えている。翌年閏10月には遠江国に進軍したものの、秀衡が白河関を越えたとの情報に接して鎌倉に引き上げている。

### 秀衡 対 頼朝
しかし文治2年（1186年）、平家を滅ぼして鎌倉幕府を開いた頼朝は「陸奥から都に貢上する馬と金は自分が仲介しよう」との書状を秀衡に送り牽制をかけてくる。源氏の仲介なしで、直接京都と交渉してきた奥州藤原氏にとっては無礼な申し出であり、秀衡を頼朝の下位に位置づけるものであった。秀衡は直ちに鎌倉と衝突することは避け、馬と金を鎌倉へ届けた。頼朝の言い分を忠実に実行する一方で、もはや鎌倉との衝突を避けられないと考えた秀衡は文治3年（1187年）2月10日、頼朝と対立して追われた義経を、頼朝との関係が悪化することを覚悟で受け容れる。
文治3年（1187年）4月、鎌倉ではまだ義経の行方を占う祈祷が行われている頃、頼朝は朝廷を通して以下の三事について秀衡に要請してくる。
1. 鹿ケ谷の陰謀で平清盛によって奥州に流されていた院近臣・中原基兼が、秀衡に無理に引き留められて嘆いているので、京へ帰すべきであること
2. 陸奥からの貢金が年々減っており、東大寺再建の鍍金が多く必要なので三万両を納めること
3. 度々追討等の間、殊功なきこと

等である。
秀衡は、
- 基兼については大変同情をもっており、帰さないのではなく本人が帰りたがらないのであり、その意志を尊重しているだけである。まったく拘束しているのではない。
- 貢金については三万両は甚だ過分であり、先例で広く定められているのも千両に過ぎない。特に近年商人が多く境内に入り、砂金を売買して大概掘り尽くしているので、求めには応じられない

と返答している。頼朝は秀衡が院宣を重んぜず、殊に恐れる気配がなく、件の要請も承諾しないのはすこぶる奇怪であるとして、さらに圧力をかけることを要請している（『玉葉』文治3年9月29日条）。9月4日、義経が秀衡の下にいることを確信した頼朝から「秀衡入道が前伊予守（義経）を扶持して、反逆を企てている」という訴えにより、院庁下文が陸奥国に出された。秀衡は異心がないと弁明しているが、この時頼朝が送った雑色も陸奥国に派遣されており、「すでに反逆の用意があるようだ」と報告しており、朝廷にも奥州の情勢を言上している。
このわずか2ヶ月後、義経が平泉入りして9ヶ月後の文治3年（1187年）10月29日、秀衡は死去する。

### 遺言と死去
秀衡には6人の息子がいたが、後継者は正室腹の次男・泰衡だった。しかし、側室腹の長男・国衡も『愚管抄』に「武者柄ゆゆしくて、戦の日も抜け出て天晴れ者やと見えけるに」とあり、庶子とはいえその存在感は大きく、一族の間では京下りの公家の娘から生まれた泰衡よりも、身近な一族の娘から生まれた長男で武勇優れた国衡への期待が高かったとも考えられる。このような状況から異母兄弟の仲は険悪で鎌倉の頼朝が庶子・国衡と接触して味方に引き込み、一族を分裂させるという危険性があった。この奥州藤原氏に限らず、後継者になれなかった者に敵対者が接触して分裂を煽り、一族の弱体化を図るというのはよくある謀略であった。秀衡はそれを怖れていたと思われる。秀衡は両者の融和を説き、国衡に自分の正室である藤原基成の娘を娶らせて、義理の父子関係を成立させた。国衡にとっては義母であるが、後家は強い立場を持ち、兄弟の後見役である藤原基成が岳父となり、後継者から外された国衡の立場を強化するものであった。これは兄弟間なら対立・抗争がありうるが、親子は原則としてそれはありえないので、対立する国衡と泰衡を義理の父子関係にし、後家として強い立場を持つことになる藤原基成の娘を娶らせることで国衡の立場を強化し、兄弟間の衝突を回避したものと考えられる。それほど兄弟間の関係は険悪で、秀衡が苦慮していたことが窺える。また、初代・清衡、2代・基衡も兄弟と争った経緯があった。そして、各々異心無きよう、国衡・泰衡・義経の三人に起請文を書かせた。義経を主君として給仕し、三人一味の結束をもって、頼朝の攻撃に備えよ、と遺言して没した。兄弟間や一族の相克、頼朝からの襲撃を危惧しながらの死であった。この処置のおかげでこの2人の兄弟間の衝突に関してはひとまず回避され、家督は泰衡が継いだ。

## 人物
- 冷静沈着にして豪胆な人物であったといい、登場する作品においても英邁な君主として描かれることが多い。事実、秀衡が健在の間は頼朝は平泉に朝廷を通じて義経追討を要請し、「陸奥から都に貢上する馬と金は自分が仲介しよう」との書状を秀衡に送り牽制をかけるという書面上での行動しか起こしておらず、軍事行動には至っていない。これは頼朝が秀衡の君主としての器量を認めざるを得なかったことを示している。それほどまでに頼朝は秀衡を怖れていた。そして、奥州藤原氏に対して頼朝の圧力が強まるのは秀衡の死後であった。

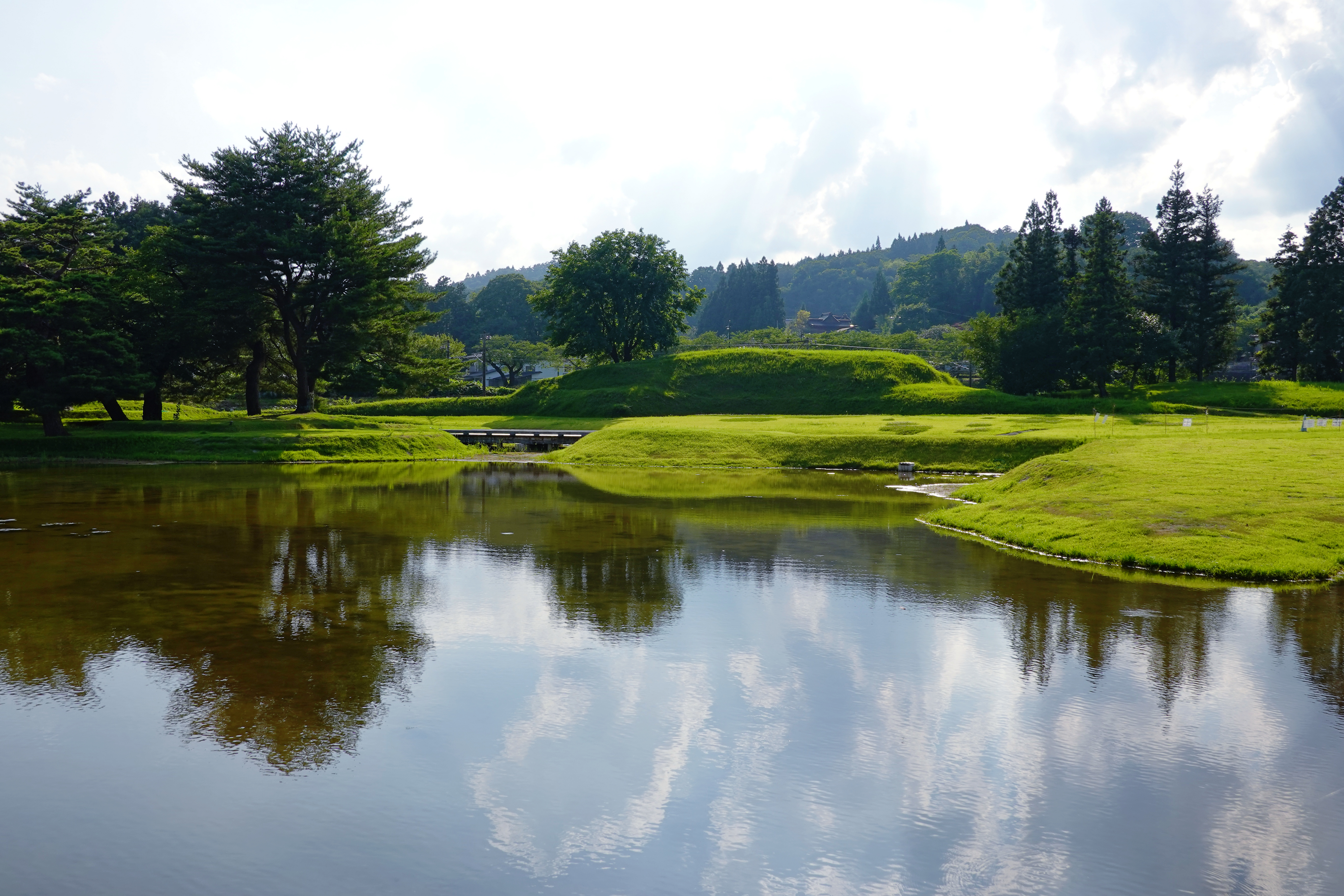
無量光院跡

- 砂金の産出や大陸との貿易等により莫大な経済力を蓄え、京都の宇治平等院鳳凰堂を凌ぐ規模の無量光院を建立するなど、北方の地にまさに王道楽土を現出させるかの如き所業を遂げている。
- 外交に関しては、巨大な経済力をバックに朝廷や平氏政権と友好的な関係を維持しながらも義経を匿うことで源氏とのパイプも築きつつ、平氏の勢力が衰えた後は、頼朝と平和的な関係を築きながらも、追われる義経を平泉へ受け入れ頼朝からの襲撃に備える等、かなりの戦略性の高さ・政治巧者ぶりを見せている。但し、泰衡をはじめとする息子達と義経に対する遺言に関しては、京都までその内容を行き渡らせていることで秀衡の戦略性の高さ・政治巧者ぶりを示すものであるといわれている一方で、義経を頼朝からの襲撃への備えとしたことで、自身の死後、頼朝に「謀反人である義経と同心している」と遺言を逆手に取られて奥州合戦の口実を与えてしまっており、頼朝の圧力という要素を加味しても、秀衡が遺した息子達と義経への遺言は遺された人物達を縛り付ける呪縛となって裏目に出てしまい、一族の相克や義経とその妻子の自害、義経の部下殺害、そして奥州藤原氏滅亡という最悪の結果を招いている。
- 舅である藤原基成は元院近臣であり、近親者に後白河法皇の側近が多数存在していた。義経の実母・常盤御前の再婚相手の一条長成もその一人であった。
- 死後わずか2年で奥州藤原氏は滅びるが、奥州藤原氏の最盛期を築いた人物といえる。

## 生母および正室について
秀衡の生母については安倍宗任の娘とされているが、一説に基衡が安倍宗任の娘を正室に迎えたのは家督継承後で、それ以前に秀衡は生まれていたとされる。このことから、秀衡の生母は基衡が家督継承以前に迎えていた妻ではないかという推測もある。
なお、父親である基衡と秀衡自身のミイラの分析から、血液型は基衡がA型で秀衡がAB型であることははっきりしているので、秀衡の生母が誰であれ、彼女の血液型はB型かAB型と推測できる。
また、秀衡の最初の正室について『吾妻鏡』（治承4年8月9日条）や『平泉志』には「佐々木秀義の伯母」と伝えているが、一方の『佐々木系図』では秀義の母（＝佐々木爲俊の妻）は安倍宗任の娘と記されている。このため、「秀義の伯母」と称される女性は基衡の正室のことで、秀衡の正室とする記述は誤伝によるものではないかとする指摘がされている。その説を採用した場合、秀衡の正室は藤原基成の娘（泰衡の母）のみであったことになる。

## 金色堂に眠る秀衡

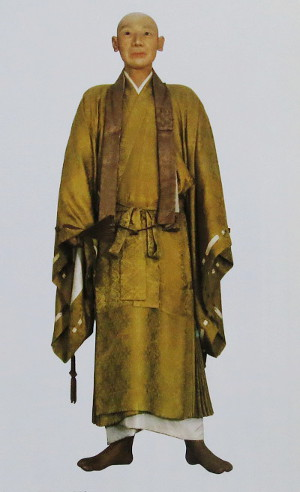
藤原秀衡復元立像

秀衡の遺骸はミイラとなって現在も中尊寺金色堂須弥壇の金棺内に納められている。昭和25年（1950年）3月の遺体学術調査（『中尊寺と藤原四代』朝日新聞社編、昭和25年8月30日刊行、中間報告）では、金色堂の西北（堂に向かって右）が基衡壇、西南（堂に向かって左）が秀衡壇として調査が行われたが、その後の最終報告によると、基衡と秀衡の遺体が逆であることが判明し、現在は向かって右の西北が秀衡壇とされている。
平成6年（1994年）7月に中尊寺により上梓された『中尊寺御遺体学術調査　最終報告』によると、身長164cm、いかり肩で腹がよく突き出した肥満体質と思われる。幅広く厚い胴回りで、鼻筋が通り高い鼻、顔は長く顎の張った大きな顔、太く短い首の持ち主であった。重度の歯槽膿漏で虫歯もあり、美食の結果と推測されていれる。レントゲン検査によると、脊髄に炎症があったとされて、死因は背骨の外傷から菌が侵入しての骨髄炎性脊椎炎ないしは脊椎カリエスと推定された。骨髄炎性脊椎炎により敗血症を併発していたともされ、病床についてそう長からず死に至ったと考えられている。また、骨髄炎性脊椎炎の影響で生前は脊椎硬直があって脊椎が曲がらず、晩年は臥床できなかった可能性もあり、また高血圧、むくみの状態が見られ、腎疾患・心機能不全などが見られた。血液型AB型。死亡年齢は60歳代 - 70歳代くらい、あるいは70歳前後と推定。右手首に数珠玉の跡が二列並んでいた。遺体に副えられた副葬品は、木製の杖、木製・ガラス製の念珠、金装の水晶露玉、黒漆塗太刀鞘残片、羅、白綾、錦、金銅鈴など、京都のそれに勝るとも劣らない当代一流の工芸品であった。
ミイラ調査を基に秀衡の復顔模型がなされた（右側）。

## 源義経の遺児経若の伝承
下野国の御家人、中村朝定は義経の遺児であったという伝承がある。「藤原秀衡の命を受けた常陸坊海尊は源義経の子、経若（千歳丸）を常陸入道念西（伊達朝宗）に託した。経若（千歳丸）は、後に朝定と名乗った」と、栃木県真岡市の遍照寺の古寺誌や、青森県弘前市新寺町の圓明寺（円明寺）の縁起に残されており、縁も所縁もない遠隔地に於いて同様の伝承がある。
- 遍照寺 (真岡市)の古寺誌

| 文治中、藤原泰衡追悼の軍功により賞与を仝地に賜り、故に奥州伊達の地に移る。これより先、常陸坊海尊なる者藤原秀衡の命を受け源義経の子、経若を懐にして中村に来り、念西に託す。念西、伊達に移るに由り常陸冠者為宗を伝とし中村家を為村に譲り、為宗我が子とし成人の後、中村を続かしむ。後、中村蔵人義宗と言ふ。又左衛門尉朝定と改む。 |

### 周辺系図(相関図)
|        |        |        |        |        |        |  |  |        |        |        |        |        |        |  |  |  |  |                             |                             |                             |                             |                             |                             | 中村季孝 |          |          |          |          |          |  |  |          |          |          |          |          |          |          |          |          |          |          |          |          |          |          |          |          |          |      |      |      |      |      |      |  |  |  |  |
|        |        |        |        |        |        |  |  |        |        |        |        |        |        |  |  |  |  |                             |                             |                             |                             |                             |                             |          |          |          |          |          |          |  |  |          |          |          |          |          |          |          |          |          |          |          |          |          |          |          |          |          |          |      |      |      |      |      |      |  |  |  |  |
|        |        |        |        |        |        |  |  |        |        |        |        |        |        |  |  |  |  |                             |                             |                             |                             |                             |                             |          |          |          |          |          |          |  |  |          |          |          |          |          |          |          |          |          |          |          |          |          |          |          |          |          |          |      |      |      |      |      |      |  |  |  |  |
|        |        |        |        |        |        |  |  | 源為義 | 源為義 | 源為義 | 源為義 | 源為義 | 源為義 |  |  |  |  |                             |                             |                             |                             |                             |                             | 中村家周 | 中村家周 | 中村家周 | 中村家周 | 中村家周 | 中村家周 |  |  | 女子     | 女子     | 女子     | 女子     | 女子     | 女子     |          |          |          |          |          |          | 藤原忠隆 | 藤原忠隆 | 藤原忠隆 | 藤原忠隆 | 藤原忠隆 | 藤原忠隆 |      |      |      |      |      |      |  |  |  |  |
|        |        |        |        |        |        |  |  | 源為義 | 源為義 | 源為義 | 源為義 | 源為義 | 源為義 |  |  |  |  |                             |                             |                             |                             |                             |                             | 中村家周 | 中村家周 | 中村家周 | 中村家周 | 中村家周 | 中村家周 |  |  | 女子     | 女子     | 女子     | 女子     | 女子     | 女子     |          |          |          |          |          |          | 藤原忠隆 | 藤原忠隆 | 藤原忠隆 | 藤原忠隆 | 藤原忠隆 | 藤原忠隆 |      |      |      |      |      |      |  |  |  |  |
|        |        |        |        |        |        |  |  |        |        |        |        |        |        |  |  |  |  |                             |                             |                             |                             |                             |                             |          |          |          |          |          |          |  |  |          |          |          |          |          |          |          |          |          |          |          |          |          |          |          |          |          |          |      |      |      |      |      |      |  |  |  |  |
|        |        |        |        |        |        |  |  |        |        |        |        |        |        |  |  |  |  |                             |                             |                             |                             |                             |                             |          |          |          |          |          |          |  |  |          |          |          |          |          |          |          |          |          |          |          |          |          |          |          |          |          |          |      |      |      |      |      |      |  |  |  |  |
| 源義朝 | 源義朝 | 源義朝 | 源義朝 | 源義朝 | 源義朝 |  |  | 女子   | 女子   | 女子   | 女子   | 女子   | 女子   |  |  |  |  |                             |                             |                             |                             |                             |                             | 中村光隆 | 中村光隆 | 中村光隆 | 中村光隆 | 中村光隆 | 中村光隆 |  |  |          |          |          |          |          |          | 藤原基成 | 藤原基成 | 藤原基成 | 藤原基成 | 藤原基成 | 藤原基成 |          |          |          |          |          |          | 女子 | 女子 | 女子 | 女子 | 女子 | 女子 |  |  |  |  |
| 源義朝 | 源義朝 | 源義朝 | 源義朝 | 源義朝 | 源義朝 |  |  | 女子   | 女子   | 女子   | 女子   | 女子   | 女子   |  |  |  |  |                             |                             |                             |                             |                             |                             | 中村光隆 | 中村光隆 | 中村光隆 | 中村光隆 | 中村光隆 | 中村光隆 |  |  |          |          |          |          |          |          | 藤原基成 | 藤原基成 | 藤原基成 | 藤原基成 | 藤原基成 | 藤原基成 |          |          |          |          |          |          | 女子 | 女子 | 女子 | 女子 | 女子 | 女子 |  |  |  |  |
|        |        |        |        |        |        |  |  |        |        |        |        |        |        |  |  |  |  |                             |                             |                             |                             |                             |                             |          |          |          |          |          |          |  |  |          |          |          |          |          |          |          |          |          |          |          |          |          |          |          |          |          |          |      |      |      |      |      |      |  |  |  |  |
| 源義経 | 源義経 | 源義経 | 源義経 | 源義経 | 源義経 |  |  |        |        |        |        |        |        |  |  |  |  | 中村常陸入道念西 (伊達朝宗) | 中村常陸入道念西 (伊達朝宗) | 中村常陸入道念西 (伊達朝宗) | 中村常陸入道念西 (伊達朝宗) | 中村常陸入道念西 (伊達朝宗) | 中村常陸入道念西 (伊達朝宗) |          |          |          |          |          |          |  |  | 藤原秀衡 | 藤原秀衡 | 藤原秀衡 | 藤原秀衡 | 藤原秀衡 | 藤原秀衡 |          |          |          |          |          |          | 女子     | 女子     | 女子     | 女子     | 女子     | 女子     |      |      |      |      |      |      |  |  |  |  |
| 源義経 | 源義経 | 源義経 | 源義経 | 源義経 | 源義経 |  |  |        |        |        |        |        |        |  |  |  |  | 中村常陸入道念西 (伊達朝宗) | 中村常陸入道念西 (伊達朝宗) | 中村常陸入道念西 (伊達朝宗) | 中村常陸入道念西 (伊達朝宗) | 中村常陸入道念西 (伊達朝宗) | 中村常陸入道念西 (伊達朝宗) |          |          |          |          |          |          |  |  | 藤原秀衡 | 藤原秀衡 | 藤原秀衡 | 藤原秀衡 | 藤原秀衡 | 藤原秀衡 |          |          |          |          |          |          | 女子     | 女子     | 女子     | 女子     | 女子     | 女子     |      |      |      |      |      |      |  |  |  |  |
|        |        |        |        |        |        |  |  |        |        |        |        |        |        |  |  |  |  |                             |                             |                             |                             |                             |                             |          |          |          |          |          |          |  |  |          |          |          |          |          |          |          |          |          |          |          |          |          |          |          |          |          |          |      |      |      |      |      |      |  |  |  |  |
|        |        |        |        |        |        |  |  |        |        |        |        |        |        |  |  |  |  |                             |                             |                             |                             |                             |                             |          |          |          |          |          |          |  |  |          |          |          |          |          |          |          |          |          |          |          |          |          |          |          |          |          |          |      |      |      |      |      |      |  |  |  |  |
|        |        |        |        |        |        |  |  |        |        |        |        |        |        |  |  |  |  | 中村朝定（千歳丸）          | 中村朝定（千歳丸）          | 中村朝定（千歳丸）          | 中村朝定（千歳丸）          | 中村朝定（千歳丸）          | 中村朝定（千歳丸）          |          |          |          |          |          |          |  |  |          |          |          |          |          |          | 藤原泰衡 | 藤原泰衡 | 藤原泰衡 | 藤原泰衡 | 藤原泰衡 | 藤原泰衡 |          |          |          |          |          |          |      |      |      |      |      |      |  |  |  |  |

## 関連作品
小説
- 今東光『蒼き蝦夷の血』（新人物往来社／徳間文庫）
- 高橋克彦『炎立つ』（日本放送出版協会／講談社文庫）
- 梓澤要『光の王国 秀衡と西行』（文藝春秋）

映画
- 『源九郎義経』（1962年、東映） - 演：山形勲

テレビドラマ
- 『源義経』（1966年、NHK大河ドラマ）‐ 演：滝沢修
- 『武蔵坊弁慶』（1986年、NHK）‐ 演：萬屋錦之介
- 『源義経』（1990年、TBS）‐ 演：高橋英樹
- 『源義経』（1991年、日本テレビ）‐ 演：丹波哲郎
- 『炎立つ』（1993-94年、NHK大河ドラマ）‐ 演：渡瀬恒彦
- 『弁慶 怪力無双の荒法師!』（1997年、テレビ朝日）‐ 演：山村聡[注釈 7]
- 『義経』（2005年、NHK大河ドラマ）‐ 演：高橋英樹
- 『平清盛』（2012年、NHK大河ドラマ）‐ 演：京本政樹
- 『鎌倉殿の13人』（2022年、NHK大河ドラマ）‐ 演：田中泯

コンピューターゲーム
- 『源平合戦』（光栄）
- 『蒼き狼と白き牝鹿・元朝秘史』（光栄）

楽曲
- さくらゆき『寂光浄土』（作詞：小栗さくら、作曲：伊勢賢治）